# Grenzüberschreitender Straßenbahnverkehr
Grenzüberschreitender Straßenbahnverkehr über Staatsgrenzen hinweg bestehen und bestanden vornehmlich in Zentraleuropa. Weltweit verkehren derzeit nur Straßenbahnen über die Grenzen der drei Länder Deutschland, Frankreich und der Schweiz – in vier Städten: in Genf (CH/FR), Basel (CH/FR – CH/DE), Straßburg (DE/FR) und Saarbrücken (DE/FR), wobei letztere als Stadtbahn (Eisenbahn) geführt wird. Die heutigen Linien sind meist erst in jüngerer Zeit entstanden, knüpfen aber an frühere Gebietserschließungen an.
Staatsgrenzen querende Strecken gab es in der Geschichte mehrfach und bereits vor 1900. Mit Ausbruch des Zweiten Weltkriegs wurden die Verbindungen aus der Schweiz in das Elsass und nach Südbaden eingestellt und erst 1947 wiedereröffnet. Ab jenem Jahr waren die Verkehre zum Teil gebrochen, in Saint-Louis und Lörrach wurde nur ein Inselbetrieb aufrechterhalten. An der Grenze nach Huningue mussten die Fahrgäste den Wagen verlassen, der vom Zoll nach Schmuggelwaren durchsucht wurde.

## Liste
(ehemalige Straßenbahnen in Kursivschrift)
| Beteiligte Staaten                              | Straßenbahnbetrieb                              | Spurweite   | Bestands- zeitraum        | Sonstiges |
| ----------------------------------------------- | ----------------------------------------------- | ----------- | ------------------------- | --- |
| Schweiz – Frankreich                            | Straßenbahn Genf                                | 1000 mm     | 188x–196x 2019–           | Ende des 19. Jahrhunderts wurden in der Region Genf beidseits der Staatsgrenzen Tramschienen verlegt; Ende der 1960er-Jahre blieb nur noch ein Stück in der Stadt Genf übrig. Im Jahr 2019 wurde die Strecke der Strassenbahn Genf über die Grenze zwischen Frankreich und der Schweiz hinweg in die französische Stadt Annemasse wiedereröffnet. Im 2026 erfolgt eine Neuerschließung nach Saint-Julien-en-Genevois. |
| Schweiz – Frankreich                            | Straßenbahn Basel (mit Birsigtalbahn)           | 1000 mm     | 1900–1957 2017–           | Im Jahr 1900 wurde eine Straßenbahnstrecke von Basel nach Sankt Ludwig, dem heutigen Saint-Louis, eröffnet. Im Jahr 1957 wurde sie auf Busbetrieb umgestellt. Aufgrund von notwendigen umfangreichen Arbeiten an einer Eisenbahnbrücke wurde sie noch nicht wiedereröffnet, jedoch im Jahr 2017 eine Linie über Burgfelden. Die ehemalige Birsigtalbahn, die heutige Linie 10, wurde 1984 ins Basler Straßenbahnnetz integriert und führt durch Leymen, das auf französischem Staatsgebiet liegt. Bis 1961 bestand eine weitere Linie nach Huningue (bis 1945 deutsch, seither französisch) – siehe unter Schweiz – Deutschland. |
| Schweiz – Deutschland                           | Straßenbahn Basel                               | 1000 mm     | 1910–1961 1919–1967 2014– | Straßenbahn Basel: 1910 eröffnete eine Linie nach Hüningen (Huningue – seit 1945 wieder zu Frankreich gehörend), ebenfalls im seinerzeit deutschen Reichsland Elsaß-Lothringen gelegen. Im Jahr 1961 wurde sie auf Busbetrieb umgestellt – heutiger Verkehr durch Distribus. Von 1919 bis 1967 gab es eine weitere grenzüberschreitende Linie nach Lörrach. Diese wurde aber nur von 1926 bis 1938 durchgehend im Linienbetrieb befahren, ansonsten mussten die Fahrgäste die Grenze zu Fuß überqueren und in ein anderes Fahrzeug einsteigen. Die Fahrzeuge überquerten aber zur Wartung in Basel die Grenze. 2014 begann der grenzüberschreitende Betrieb der Strassenbahn Basel nach Weil am Rhein. |
| Schweiz – Deutschland                           | Straßenbahn Lörrach                             | 1000 mm     | 1926–1938                 | Die einzige Linie der Straßenbahn Lörrach, ursprünglich ein Teil des Basler Straßenbahnnetzes, verkehrte zwischen 1926 und 1938 durchgehend zwischen Deutschland und der Schweiz. Vor 1926 und nach 1938 mussten die Fahrgäste aber an der Grenze aussteigen und die Kontrollstellen zu Fuß passieren. Die Verlängerung der Basler Tramlinie von Riehen nach Lörrach wird intensiv diskutiert – auf leicht geänderter Streckenführung (unterhalb und nicht durch das Stadtzentrum), wurde aber bisher aufgrund der bestehenden Wiesentalbahn noch nicht umgesetzt. |
| Frankreich – Deutschland                        | Straßenbahn Straßburg                           | 1435 mm     | 2017–                     | Seit 2017 verkehren französische Züge der Straßenbahn Straßburg über den Rhein in den deutschen Grenzort Kehl. Vorgänger war eine 1898 eröffnete Dampfstraßenbahn, die schon nach wenigen Monaten elektrifiziert wurde. Da sie nur bis 1918 und später von 1942 bis 1944 verkehrte, überquerte sie nie die deutsch-französische Grenze. |
| Frankreich – Deutschland                        | Straßenbahn Saarlouis                           | 1435 mm     | 1925–1961                 | Die Straßenbahn Saarlouis betrieb zwischen 1925 und 1961 eine Strecke nach Creutzwald im französischen Lothringen. Sie war als Kleinbahn konzessioniert, diente vor allem dem Bergarbeiterverkehr zur Kohlengrube „La Houve“ und wurde als Linie 9 bezeichnet. |
| Deutschland – Niederlande Deutschland – Belgien | Straßenbahn Aachen                              | 1000 mm     | 1889–1939 1889–1944       | Am 6. November 1889 wurde, noch als Pferdebahn, die erste internationale Strecke der Straßenbahn Aachen in die niederländische Gemeinde Vaals eröffnet. Sie wurde mit Kriegsausbruch 1939 eingestellt. 1919 kamen die Kreise Eupen und Malmedy infolge des Versailler Vertrags an Belgien. Die Strecken der Aachener Straßenbahn im Kreis Eupen mussten 1923 an die belgische SNCV abgegeben werden, lediglich die Strecke von Aachen in das nunmehr belgische Altenberg, die keine Verbindung mit dem restlichen Eupener Netz hatte, blieb bei der Aachener Straßenbahn und wurde von ihr grenzüberschreitend bis zur kriegsbedingten Einstellung 1944 betrieben. Zwischen 1940 und 1944 übernahm die Aachener Straßenbahn wieder alle Strecken des Eupener Netzes. Die 1902 errichtete Strecke der Aachener Straßenbahn nach Merkstein führte bis zu ihrer Einstellung 1959 über die Neustraße/Nieuwstraat, die auf etwa zwei Kilometern die Grenze zwischen dem deutschen Herzogenrath und dem niederländischen Kerkrade bildet. Zwar verliefen die Schienen entlang der Grenzlinie auf deutscher Seite, da ein Ein- und Ausstieg auch auf niederländischer Seite möglich war, wurden die Bahnen am Beginn und Ende des Abschnitts Zollkontrollen unterzogen. Diese entfielen, als nach dem Ersten Weltkrieg ein Grenzzaun entlang der Neustraße gezogen wurde und der Fahrgastwechsel nur noch auf deutscher Seite möglich war. |
| Tschechoslowakei – Polen                        | Straßenbahn Teschen                             | 1000 mm     | 1920–1921                 | Die 1911 eröffnete Straßenbahn Cieszyn fuhr ab 1920 über die Grenze zwischen Polen und der Tschechoslowakei, nachdem die zuvor zu Österreich gehörende Stadt Cieszyn (deutsch: Teschen) nach dem Ersten Weltkrieg zwischen den beiden neu entstandenen Staaten aufgeteilt worden war. Die Behinderungen durch die neuen Zollkontrollen und Unstimmigkeiten bei der Aufteilung der Betriebskosten zwischen dem polnischen Cieszyn und Český Těšín führten jedoch bereits 1921 zur Einstellung des Betriebs. |
| Deutschland - Polen                             | Straßenbahn im oberschlesischen Industriegebiet | 785/1435 mm | ab 1922                   | Ein Sonderfall waren die grenzüberschreitenden Strecken der Straßenbahn im oberschlesischen Industriegebiet. Zwischen 1922 und 1939 wurden mehrere Linien dieses großen Netzes durch die damalige deutsch-polnische Grenze durchschnitten. Ein grenzüberschreitender Betrieb zwischen den deutschen und polnischen Betreibern fand nicht auf allen Strecken statt bzw. wurde in den Jahren nach 1922 schrittweise eingestellt. Die meisten dieser Strecken existieren heute noch, sind aber durch den Übergang der deutschen Ostgebiete an Polen keine grenzüberschreitenden Strecken mehr. |
| USA – Mexiko                                    | Straßenbahn El Paso („International Tram“)      | 1435 mm     | späte 1890er - 1973       | Die Straßenbahn El Paso in den USA hatte bis 1973 eine grenzüberschreitende Straßenbahnlinie in die mexikanische Nachbarstadt Ciudad Juárez. |
| USA - Kanada                                    | Straßenbahn Calais–Saint Stephen                | 1435 mm     | 1894–1929                 | |

### Sonderfälle

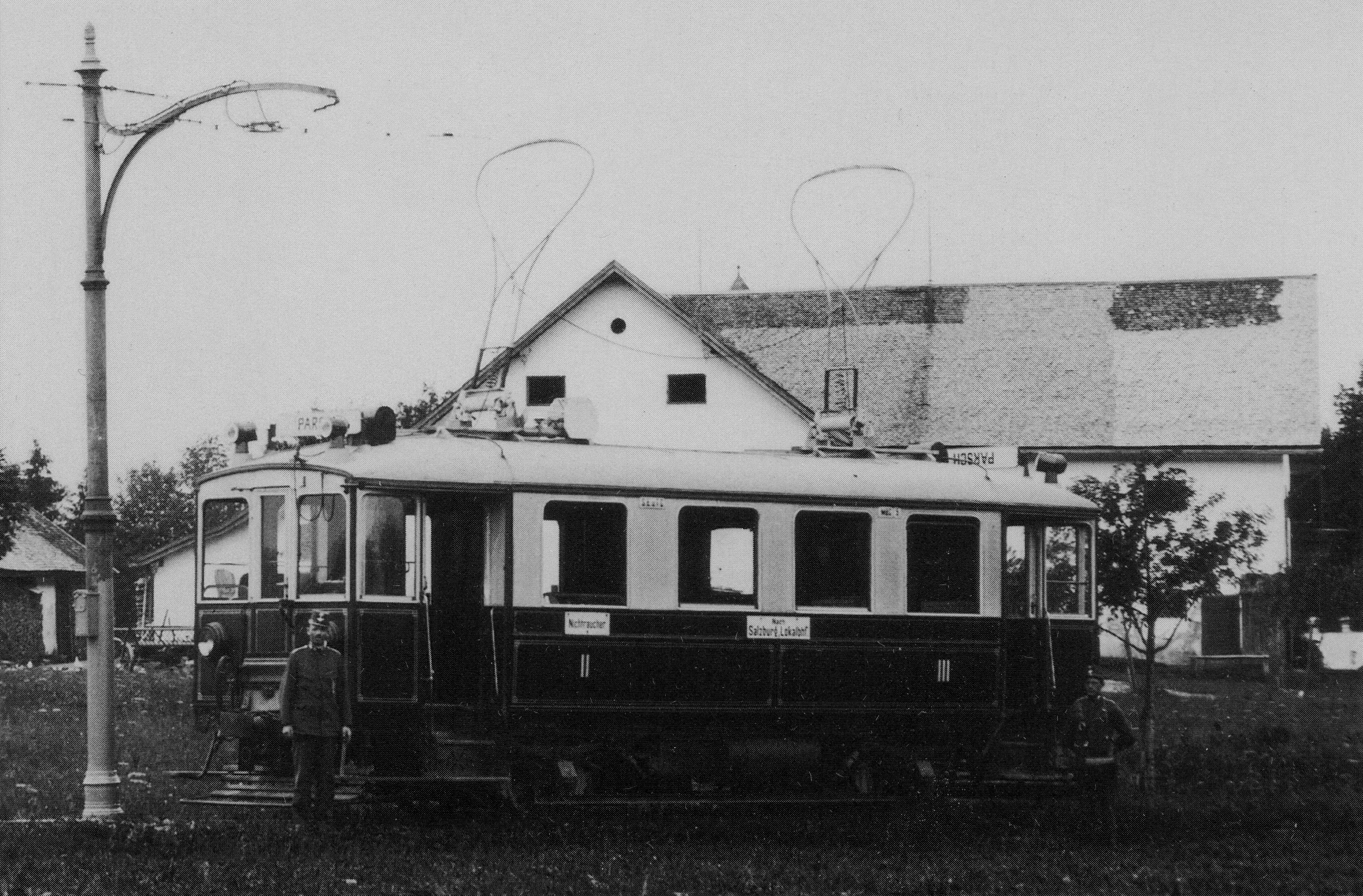
Ein Wagen der Roten Elektrischen (1909)

- Zwischen 1945 und 1953 verkehrten Berliner Straßenbahnzüge zwischen den Westsektoren und dem Sowjetischen Sektor.[9]
- Der gelegentlich genannte Fall der Lokalbahn Wien–Pressburg fällt nicht in dieses Thema, da dieses Bahnunternehmen zwar zeitweise die Grenze zwischen Österreich und Ungarn und später zwischen Österreich und der Tschechoslowakei überquerte und auch zwei Straßenbahnstrecken betrieb. Die Grenzlinie lag aber im Eisenbahnabschnitt.
- Die Straßenbahn Görz / Gorizia verkehrte ab 1927 in den Nachbarort San Pietro di Gorizia heute Šempeter-Vrtojba. Die Stadt Gorizia liegt heute in Italien, wohingegen Šempeter-Vrtojba heute in Slowenien liegt. Da die Straßenbahn vor der aktuellen Grenzziehung stillgelegt wurde, liegt hier kein Fall eines grenzüberschreitenden Straßenbahnverkehrs vor.
- Weiters bestand der Fall der grenzüberschreitend und straßenbahnähnlich genutzten Bahnstrecke Salzburg–Hangender Stein / Hangender Stein–Berchtesgaden, die nach anfänglichem Dampfbetrieb zwischen 1908 und 1938 gemeinsam von der Salzburger Eisenbahn- und Tramway-Gesellschaft und den königlich bayrischen Staatseisenbahnen bzw. der Deutschen Reichsbahn betrieben wurde. Diese trug im bedienten Raum die Bezeichnung Rote Elektrische.
- Die Saarbahn ist keine eigentliche Straßenbahn, sondern eine ins Eisenbahnnetz integrierte Regionalstadtbahn. Die Linie führt von Saarbrücken nach Sarreguemines in Frankreich. Mit der Saarbrücker Linie S1 wird seit 1997 der in Frankreich liegende Bahnhof Sarreguemines an die Regionalstadtbahn Saarbrücken angeschlossen.

Triebwagen der Basler Straßenbahn in Sankt Ludwig (vor 1919)
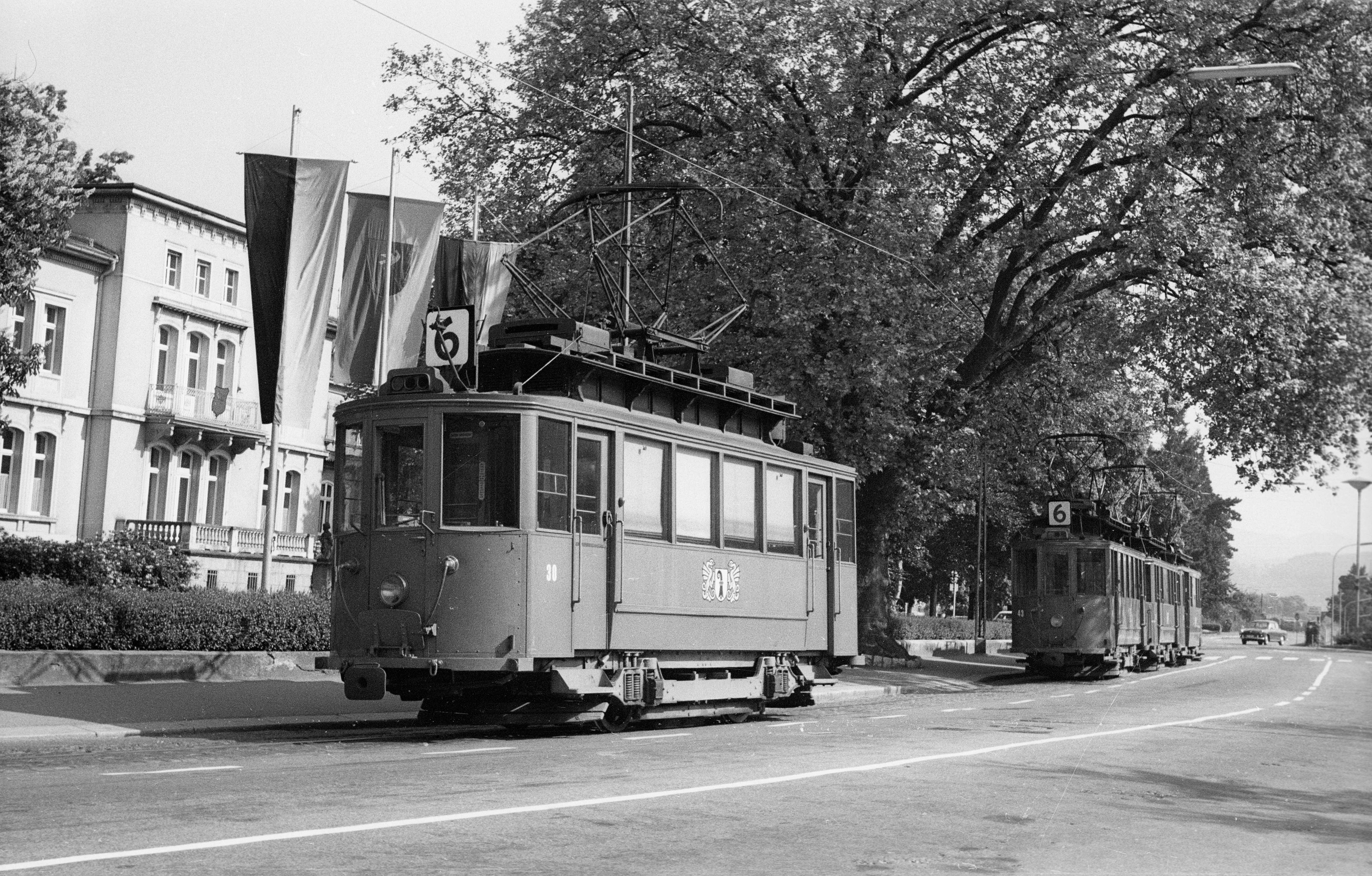
Die einzige und zeitweise zugleich grenzüberschreitende Linie der Straßenbahn Lörrach existierte von 1919 bis 1967
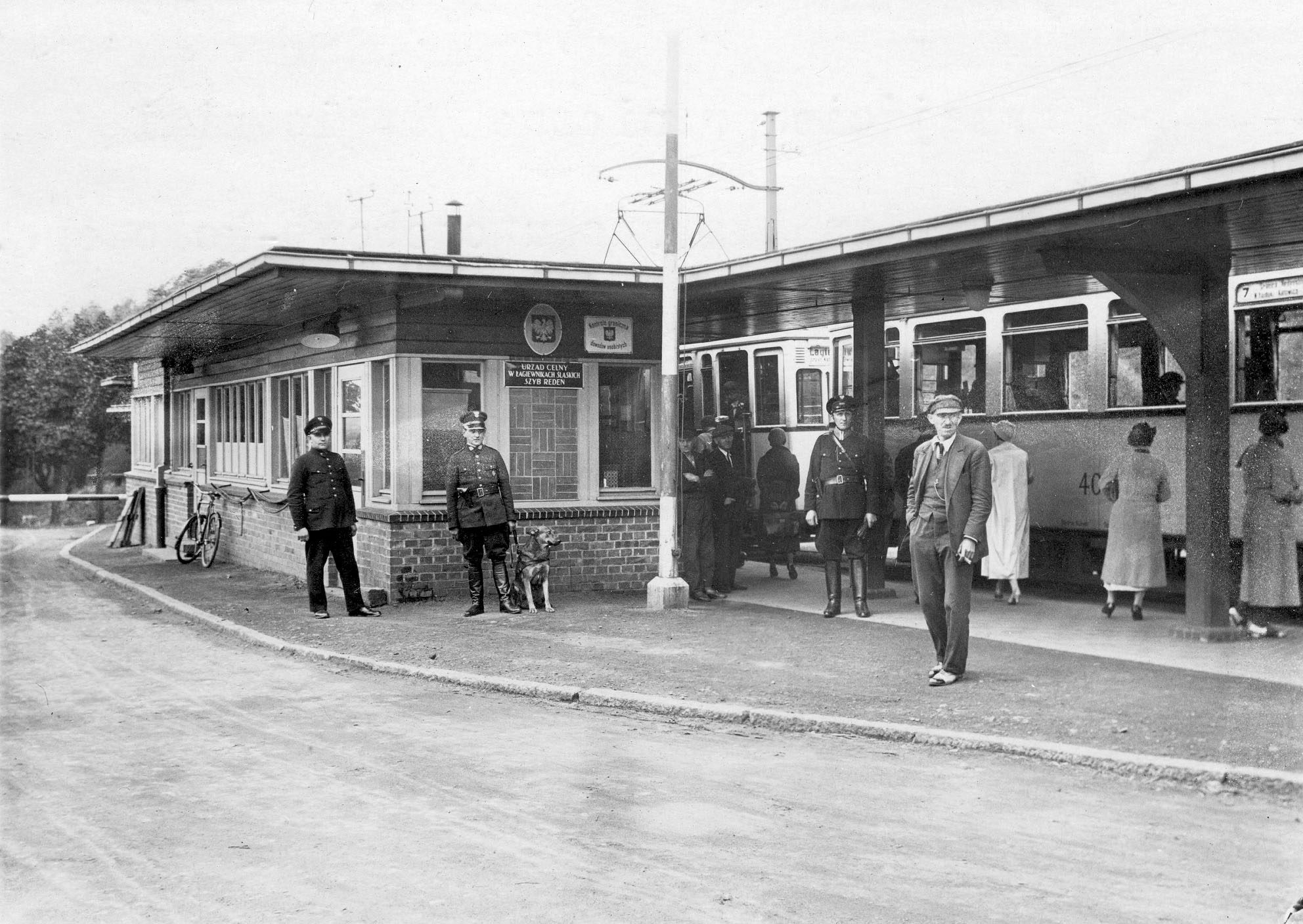
Grenzübergang in Łagiewniki (Bytom)
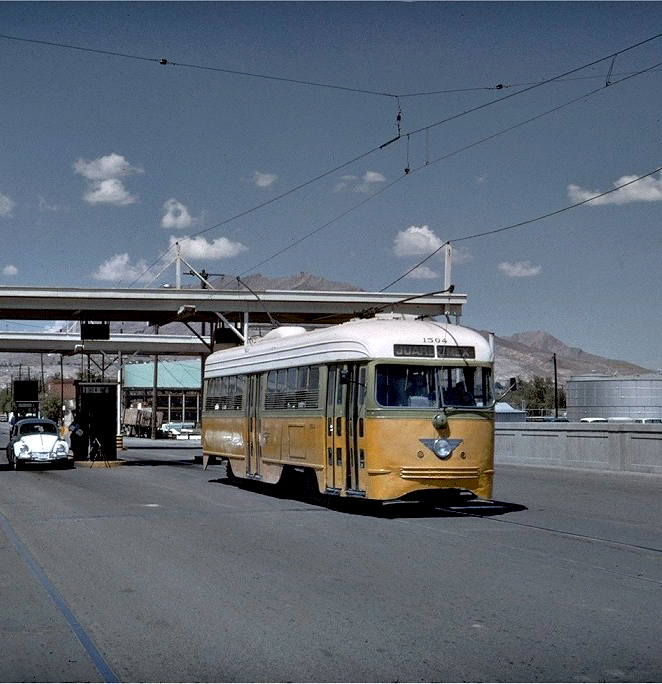
Ein PCC-Wagen der US-amerikanischen Straßenbahn El Paso hat soeben die Staatsgrenze nach Mexiko passiert (1960er Jahre)
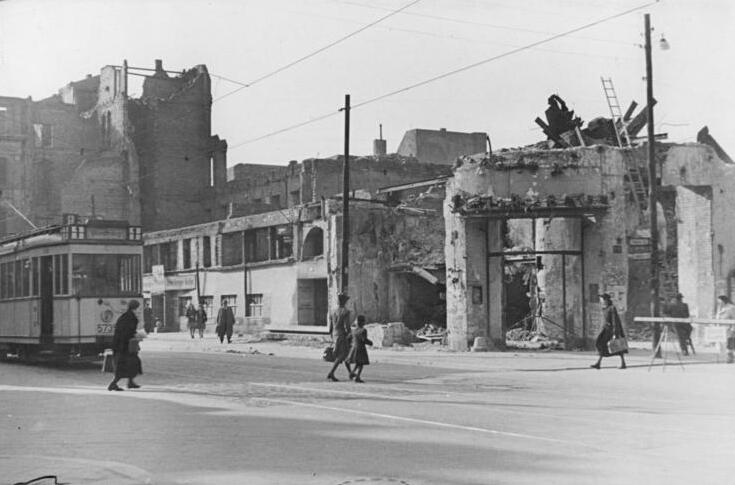
Die Linie 1 der Berliner Straßenbahn (Aufnahme von 1950) querte die Sektorengrenze zwischen Ost- und West-Berlin

## Aktuelle Strecken

### Straßenbahnen

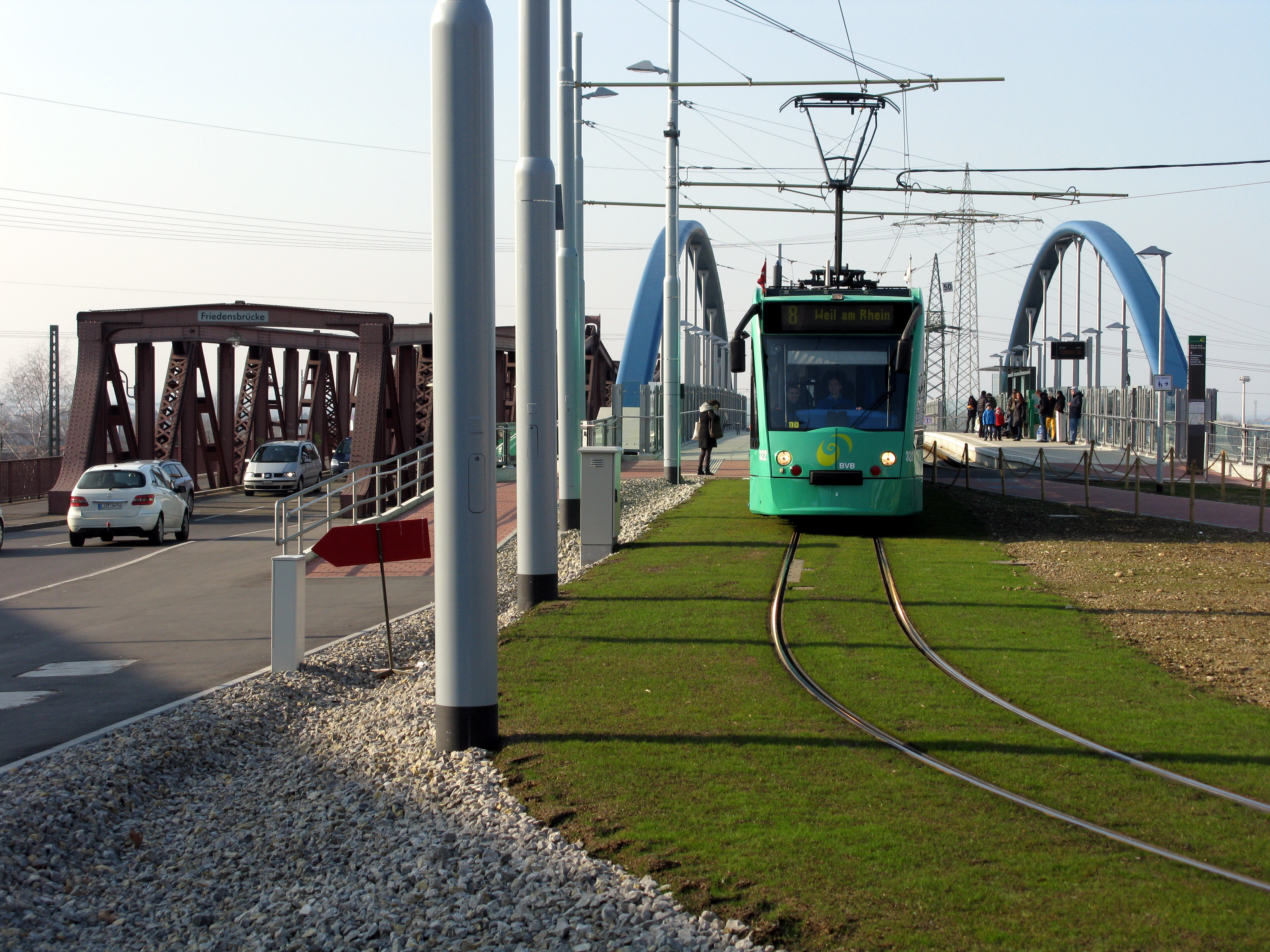
Wagen der Strassenbahn Basel erreicht die Endschleife in Weil am Rhein
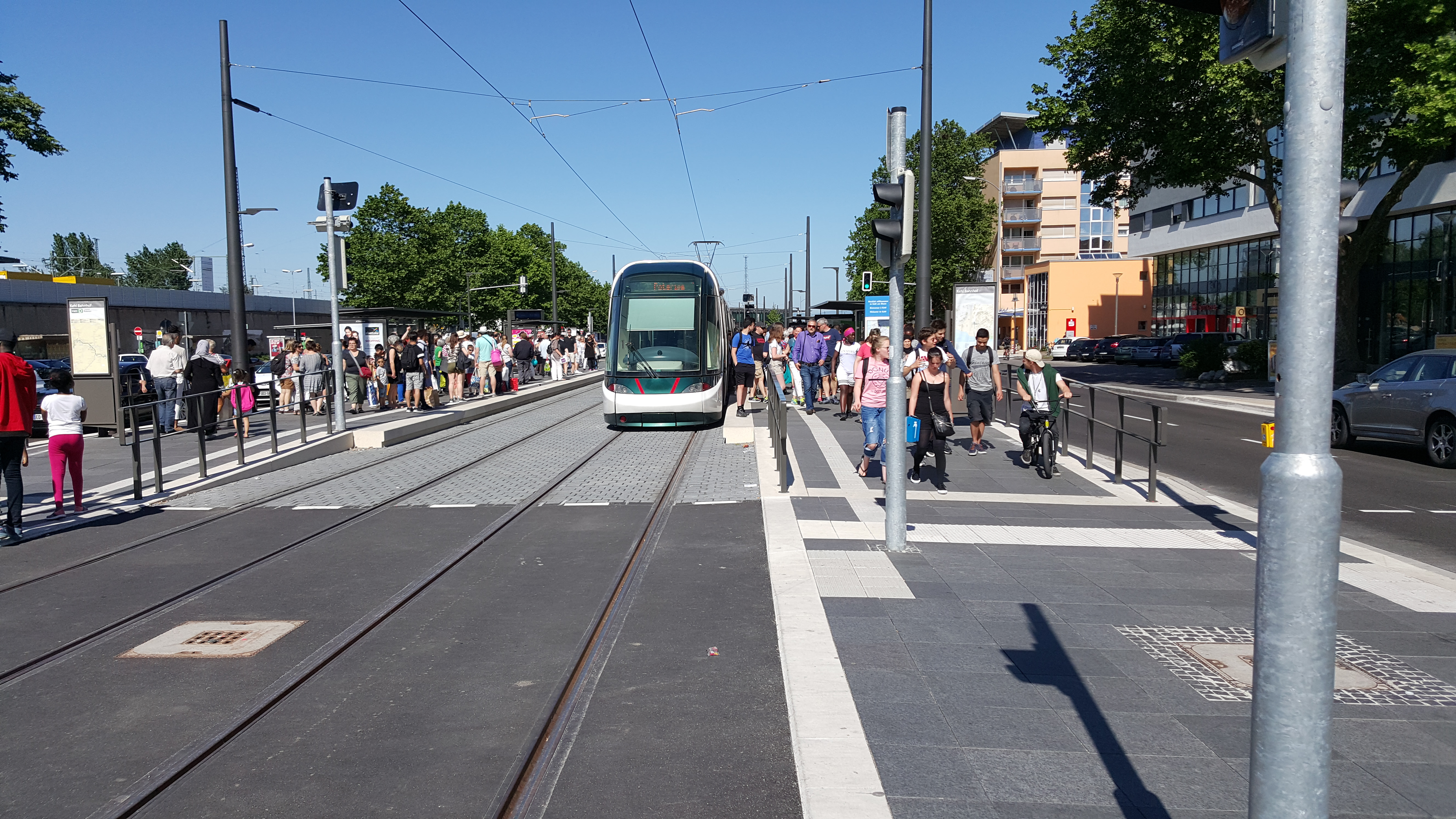
Straßburger Straßenbahnwagen vor dem Bahnhof Kehl
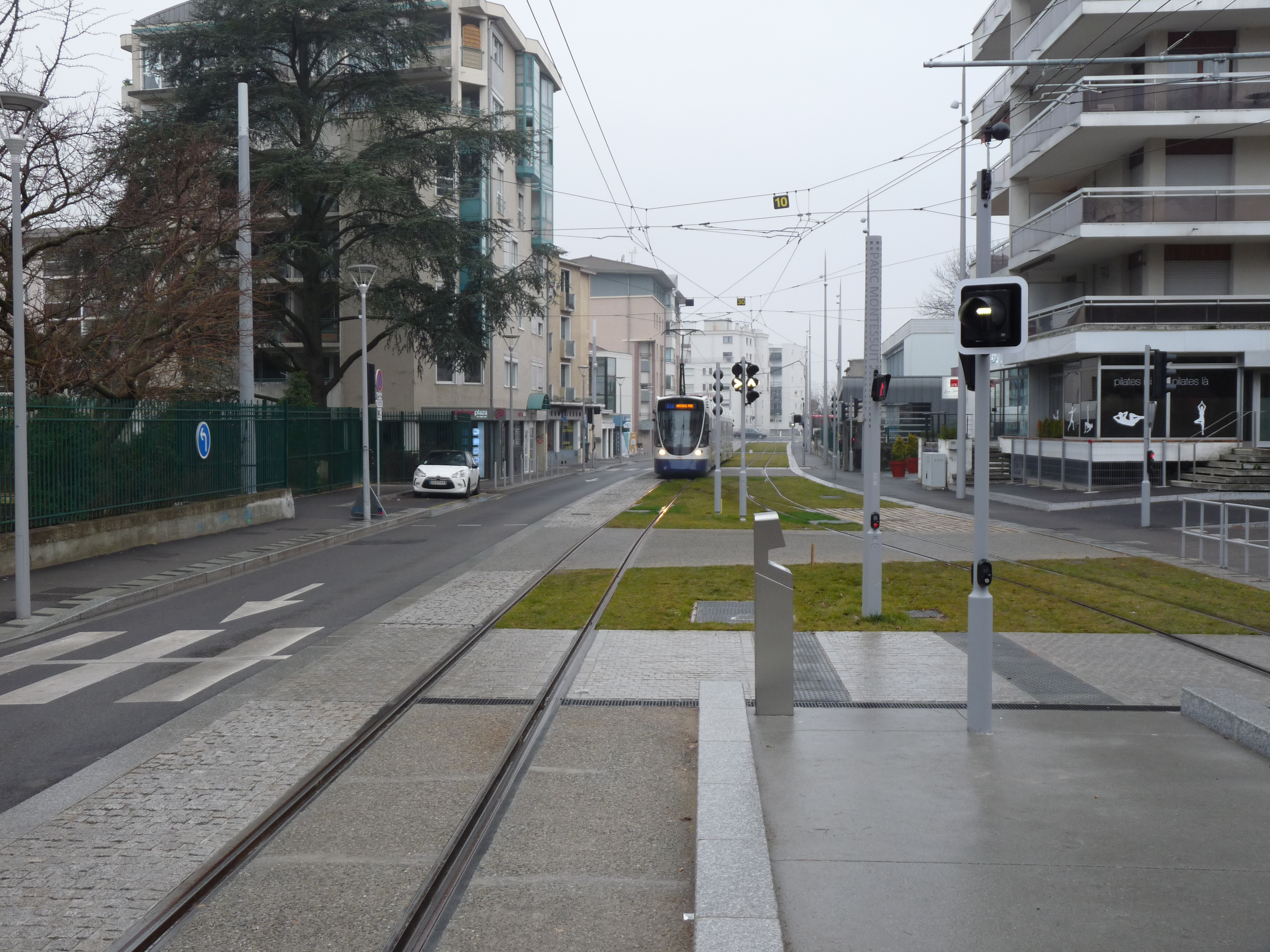
Wagen der Strassenbahn Genf in Annemasse

### Tram-trains
In weiteren Städten besteht zudem die Möglichkeit in einen Straßenbahnwagen einzusteigen, der im weiteren Verlauf ins Eisenbahnnetz übergeht (Tram-train) und anschließend eine Staatsgrenze überquert:
- 1984 wurde die ehemalige Birsigtalbahn als Tram ins Basler Straßenbahnnetz integriert, deren Strecke – die Bahnstrecke Basel–Rodersdorf – über den Bahnhof Leymen in Frankreich führt
- Die Züge der Saarbahn verkehren über die deutsch-französische Grenze nach Sarreguemines
- Mit der Zwickauer Linie RB 1 erreicht man seit 2000 die Stadt Kraslice in Tschechien

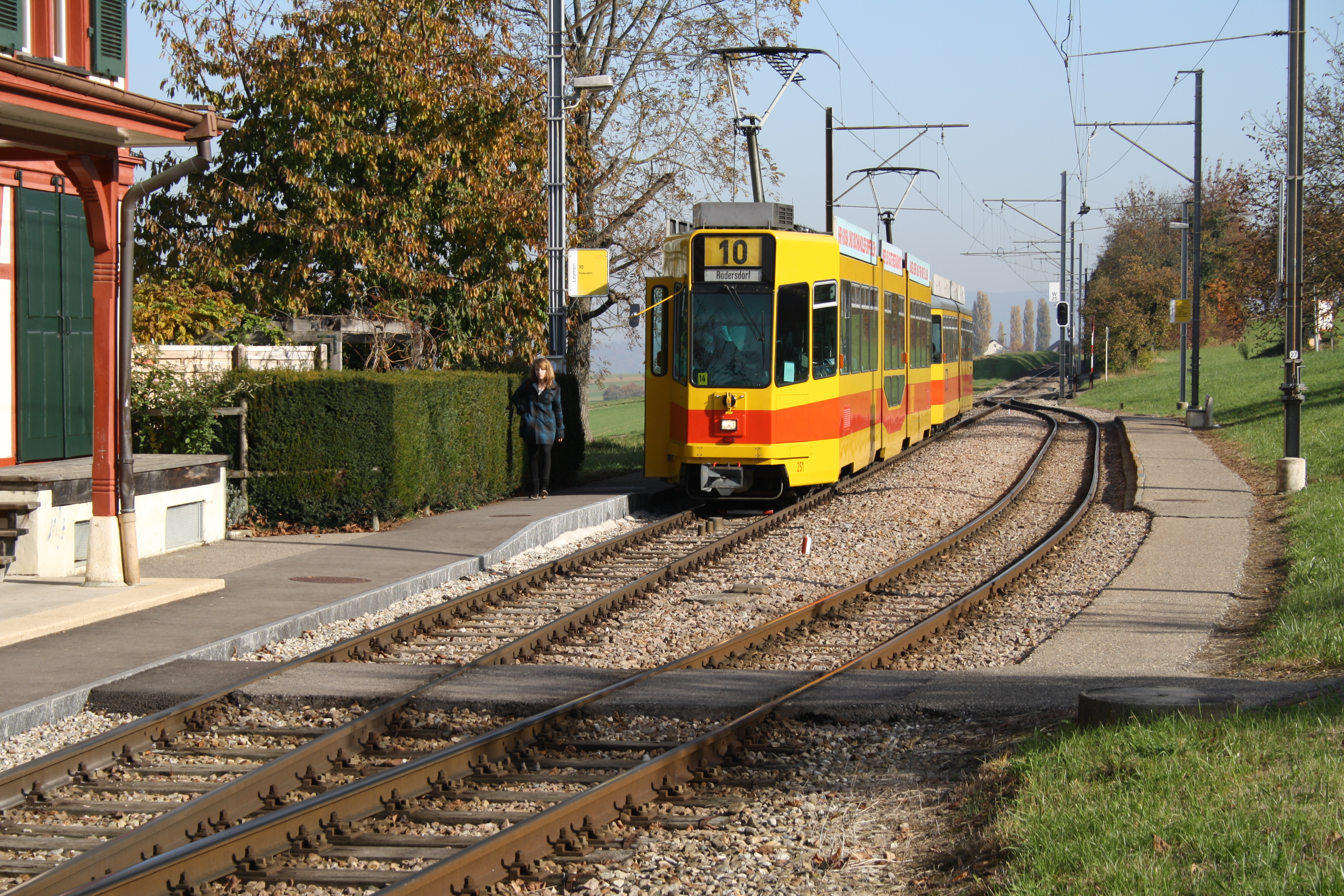
Wagen der Baselland Transport in Leymen, 2009
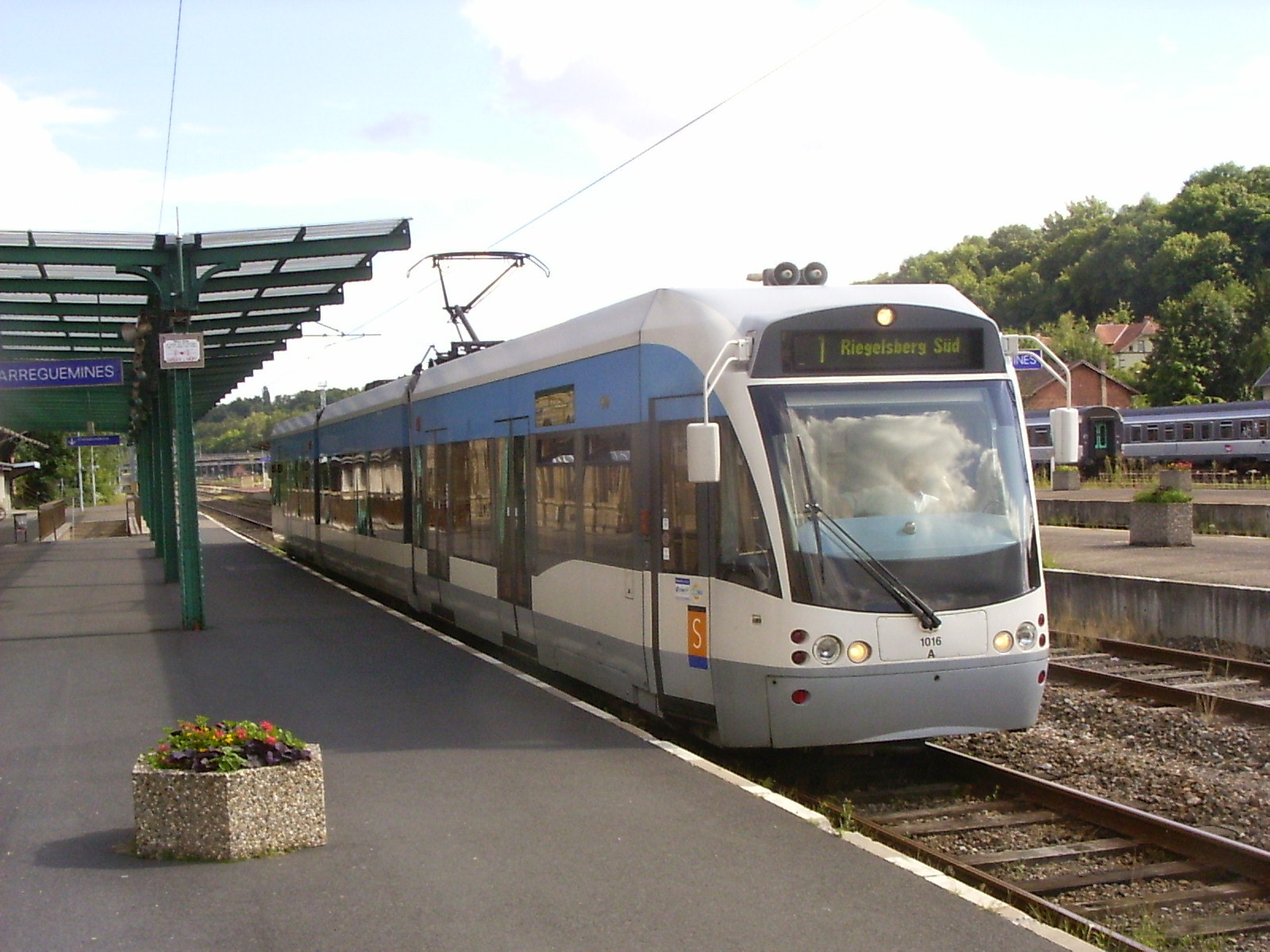
Wagen der Saarbahn in Sarreguemines
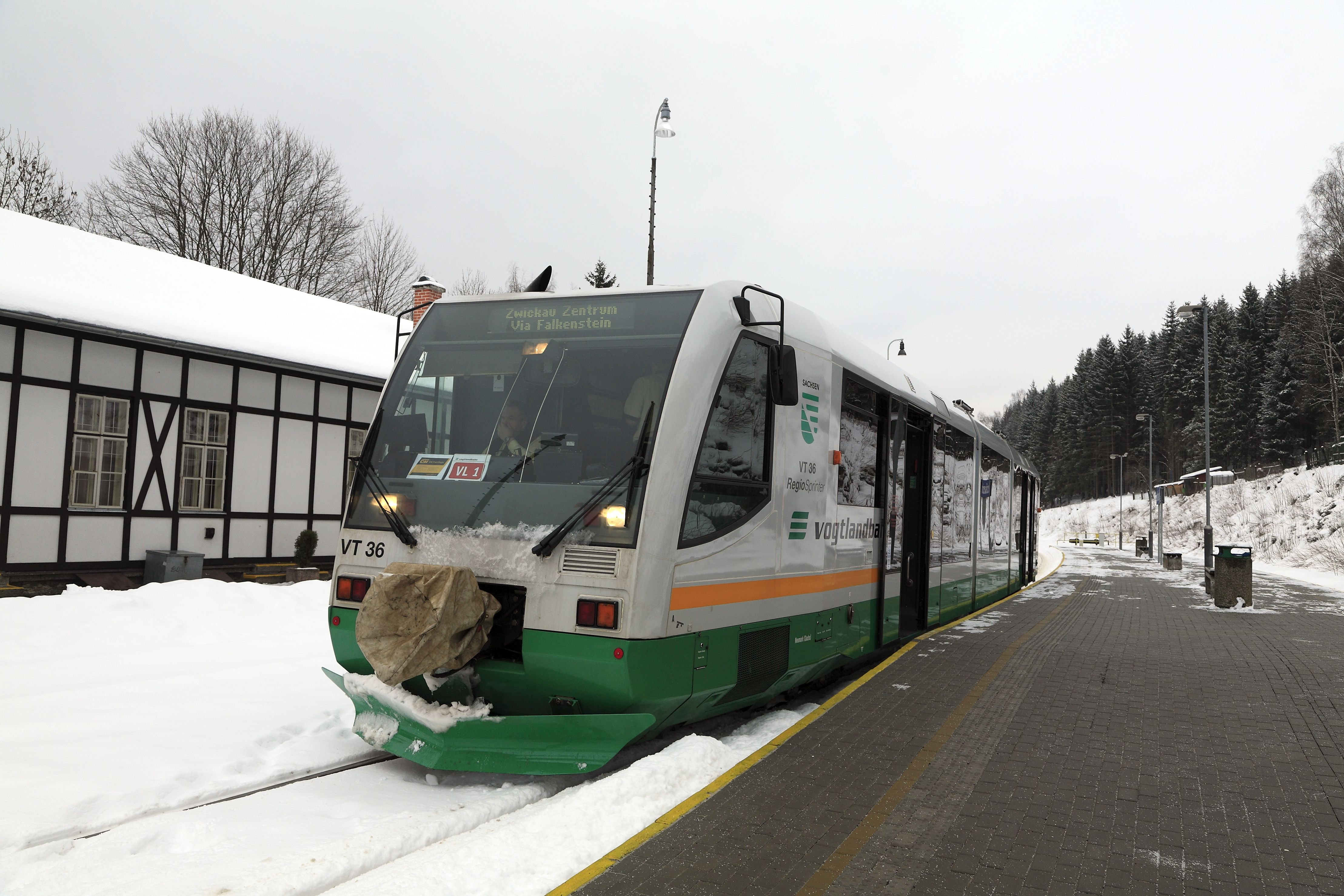
Wagen der Vogtlandbahn in Kraslice

## Projekte
Weitere Planungen von Staatsgrenzen überquerenden Straßenbahnstrecken existieren. Nach dem Wegfall der Grenzkontrollen innerhalb des Schengenraums, zu dem auch die Schweiz gehört, sind derartige Projekte heute leichter zu realisieren. So wurde eine Verbindung über die Oder hinweg zwischen Frankfurt und dem polnischen Słubice erwogen. Mit den Arbeiten an einer Strecke von Hasselt in Belgien nach Maastricht in den Niederlanden wurde bereits begonnen.
Weitere erwogene oder absehbare Projekte sind unter anderem:
- Die belgische Kusttram soll beidseitig nach Frankreich und in die Niederlande verlängert werden,
- von Basel aus ist eine Strecke in das französische Huningue projektiert
- und die Straßenbahn Görlitz soll eine Verbindung nach Zgorzelec (Polen) erhalten.[1]